# لوئیجی منتی
لوئیجی منتی (انگلیسی: Luigi Menti; ۱ اکتبر ۱۹۳۴ – ۱۱ دسامبر ۲۰۱۳) بازیکن فوتبال اهل ایتالیا بود.
از باشگاه‌هایی که در آن بازی کرده‌است می‌توان به باشگاه فوتبال پادوا و باشگاه فوتبال ویچنزا اشاره کرد.